# يحكى أن (برنامج)
يحكى أن برنامج أسبوعي من تقديم الإعلامي أسعد طه وتبثه قناة الجزيرة الفضائية.
كما يوجد موقع على الإنترنت بنفس الاسم «يُحكى أن» يهتم بنشر قصص وحكايات قصيرة من الواقع كتلك القصص التي نسمعها في مجالس الأهل والأصدقاء، رواية القصة تأتي بنص مكتوب يتخلله بعض الصور الشيّقة أو من خلال مقاطع فيديو قصيرة، وقد طوّر فكرة هذا الموقع وأنشأه «مشهور الحارثي».